# Шунін Антон Володимирович
Анто́н Володи́мирович Шу́нін (нар. 27 січня 1987 року, м. Москва, РРФСР) — російський футболіст, воротар. Захищає кольори московського «Динамо» та збірної Росії.

## Клубна кар'єра
Антон Шунін народився у Москві. Там же й почав займатися футболом у ДЮСШ «Динамо» (Москва). Першим тренером юнака був Володимир Козлов, який спочатку спробував Антона на позиції захисника, однак після хвороби основного голкіпера місце у воротах зайняв Шунін. Через брак тренувань у динамівській школі юний голкіпер був змушений перейти до люберецького «Торпедо», однак незабаром знову повернувся до «Динамо», проте відвідував додаткові тренування у інших дитячо-юнацьких спортивних школах через відсутність у клубі фахівців, які б цілеспрямовано працювали над шліфування голкіперської майстерності у дітей.
З 2004 року почав залучатися до ігор резервної команди динамівців, а 21 квітня 2007 році дебютував у Прем'єр-Лізі, вийшовши на поле у матчі з ФК «Хімки». Того ж року Антона було визнано відкриттям сезону та викликано до лав збірної Росії, однак основним голкіпером «Динамо» він так і не став. Лише з початку сезону 2011 Шунін міцно зайняв місце у воротах москвичів та знову привернув до себе увагу тренерів збірної.

## Виступи у збірній
Антон Шунін дебютував у збірній Росії 22 серпня 2008 року у матчі проти команди Польщі, вийшовши на другий тайм замість Володимира Габулова, для якого це теж був дебютний поєдинок у формі головної команди країни. На відміну від свого попередника, що зумів зберегти ворота «сухими», Шунін двічі капітулював після ударів польських футболістів.
Вдруге Антона було викликано до лав збірної аж чотири роки потому на матч проти збірної Греції. Шунін також вийшов на заміну і пропустив єдиний м'яч, який забили греки та вирвали нічию у росіян.
У травні 2012 року головний тренер збірної Росії Дік Адвокат оприлюднив розширений список футболістів, що готуватимуться до Євро-2012, до якого потрапив і Антон Шунін.
| 01. | 22.08.2007 | Росія  | «Локомотив», Москва           | Росія — Польща | 2-2 | Товариський матч | −2 |  |  |
| 02. | 11.11.2011 | Греція | «Георгіос Караїскакіс», Пірей | Греція — Росія | 1-1 | Товариський матч | −1 |  |  |

## Досягнення
Командні трофеї
- Бронзовий призер чемпіонату Росії (2008)
- Фіналіст Кубка Росії (2012)
- Переможець ФНЛ: 2016/17

Особисті здобутки
- «Відкриття сезону» за версією РФС (2007)[2]